# Dusty Anderson
Ruth "Dusty" Anderson (Toledo, 17 de dezembro de 1918 - Marbella, 1 de setembro de 2007) foi uma atriz e modelo pin-up de cartazes da Segunda Guerra Mundial.

## Biografia
Dusty começou sua carreira como modelo e seu primeiro papel no cinema foi interpretar uma das modelos no filme Cover Girl da Columbia Pictures, que protagonizou Rita Hayworth. Ao longo dos próximos três anos, Anderson atuou em oito filmes, grande parte deles em papéis secundários.
Durante a Segunda Guerra Mundial, ela tornou-se uma modelo pin-up, e apareceu na edição de 27 de outubro de 1944 da Yank, the Army Weekly, uma revista oficial das Forças Armadas dos Estados Unidos.
Seu primeiro marido, Charles Mathieu (1941-1945), era capitão do Corpo de Fuzileiros Navais dos Estados Unidos. Após o divórcio, Anderson casou-se com o realizador Jean Negulesco em 1946, e abandonou sua carreira de atriz. Quatro anos depois, Anderson fez a sua última aparição nos ecrãs, num dos filmes do seu marido, num papel não creditado.
Morreu em Marbella, na Espanha, em 1 de setembro de 2007.

## Filmografia parcial
- Cover Girl (1944)
- Tonight and Every Night (1945)
- A Thousand and One Nights (1945)
- The Phantom Thief (1946)